# Reptinub
Reptinub, també escrit com a Repitnub i Reputnebu, va ser una reina egípcia durant la V dinastia. Era l'esposa del rei Niuserre Ini i possiblement la mare de Menkauhor Kaiu (si realment aquest va ser fill de Niuserre).

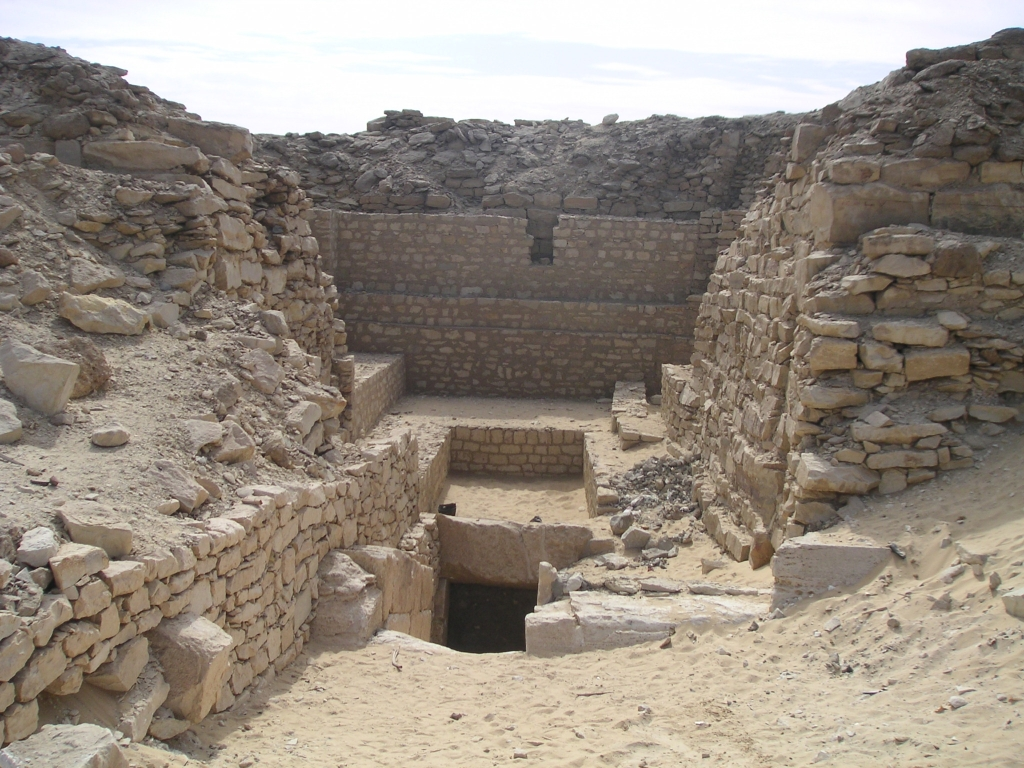
Entrada de la piràmide de Lepsius XXIV, el possible lloc d'enterrament de Reptinub.

Reptinub se l'identifica com a l'esposa de Niuserre a partir del fragment d'una estàtua descobert al temple funerari del rei a Abusir. Una piràmide més petita que hi ha al costat de la de Niuserre probablement pertanyia a una esposa d'ell, potser era de Reptinub.
Es van trobar fragments d'estàtua d'una reina a la tomba del visir Ptahixepses i la seva dona, la filla del rei Khamerernebti. No s'hi va trobar cap nom als fragments de l'estàtua, però se suposa que lrepresenta a Reptinub.
Podria ser mare de la princesa Reputnebti, que s'esmenta en un fragment de pedra calcària trobat al complex de piràmides de la reina Khentkaus II.
Un altre fill probable de Reptinub va ser el príncep Khentikauhor.
El sogre de Reptinub era el rei Neferirkare Kakai, i el seu cunyat era el rei Neferefre.